# ويم كات
ويم كات (بالهولندية: Wim Kat)‏ هو منافس ألعاب قوى هولندي، ولد في 24 أكتوبر 1904 في أمستردام في هولندا، وتوفي في 23 يونيو 1990.

## وصلات خارجية
- ويم كات على موقع أوليمبيديا (الإنجليزية)